# 2012年大西洋颶風季
2012年大西洋颶風季泛指在2012年全年內的任何時間，於大西洋水域所產生的熱帶氣旋。雖然有關方面並沒有設下本颱風季的指定期限，但大部份於大西洋的熱帶氣旋通常都會於五月至十二月期間形成。
大西洋颶風季的編號為AL取L一字，大西洋的氣旋命名機構為國家颶風中心。本季的第一個被國家颶風中心升格的並且命名的風暴Alberto在5月19日形成。

## 熱帶氣旋

### 熱帶風暴阿爾貝托 (Alberto)
在2012年5月19日，一個高緯度副熱帶氣旋形成(93L)，隔日國家颶風中心將其升格為01L並命名Alberto，並預測有機會影響美國東岸。之後雖此系統持續接近陸地。卻於沿岸轉向離開並且消散。

### 熱帶風暴貝里爾 (Beryl)
在2012年5月26日，國家颶風中心將在美國東部海面的擾動94L升格為02L並命名為Beryl，並預測它將轉向撲往佛羅里達。随后Beryl在佛罗里达州的傑克遜維爾海灘沿岸登陆，随后移入乔治亚州，并减弱为热带低气压，并在南卡罗莱纳州沿海附近转化为一温带气旋。

### 颶風克里斯 (Chris)
在2012年6月19日，國家颶風中心將在美國東部海面的擾動95L升格為03L並命名為Chris。03L於命名後基本上趨向東的方向走，並於北緯40度以上的地區增強為一級颶風，隨後於6月22日受到一旁較大型的溫帶氣旋影響而減弱隨即併入其中。

### 熱帶風暴黛比（Debby）
在2012年6月24日，國家颶風中心將在美國東部海面的擾動96L升格為04L並命名為Debby，並預測它將先往北移動而後轉向往西，但在鞍型場滯留後，此颶風轉往東行並於6月27日登陸佛羅里達州，出海後轉化為一溫帶氣旋。

### 颶風埃內斯托（Ernesto）
7月30日一個熱帶擾動於非洲西方生成，NRL給予編號99L，2012年8月2日，國家颶風中心將在非洲西方海域的熱帶擾動99L升格為05L，隔日國家颶風中心命名為Ernesto，並且預測往西方前進，8月3日Ernesto強度維持不變但是氣壓持續下降，從1005毫巴下降至1002毫巴。
8月4日至8月6日Ernesto強度並無太大變化，但結構持續重整，8月7日系統的對流雲系重新爆發，國家颶風中心將預估巔峰強度重新上調至75節，並且該系統持續朝中美洲靠近，中美洲的墨西哥對該國東岸發布颶風警報，貝里斯則對全國海岸發布颶風警報，宏都拉斯亦發布熱帶風暴警報。8月8日，強度增強至一級颶風(75節)，並且持續接近中美洲，同日接近中午Ernesto登陸墨西哥金塔納羅奧州東岸(擦過貝里斯)並且預估未來將進入墨西哥灣後再次增強並且二度登陸墨西哥。
8月9日Ernesto路徑比預期還要西行，導致強度下降至45節，並預測未來進入墨西哥灣(靠近陸地)後再次登陸墨西哥，並預測登陸前會重新加強為一級颶風，並於9日中午前後從墨西哥坎佩切州西岸進入墨西哥灣，並且強度再次增強至60節，並預測將再增強至75節後登陸墨西哥。8月10日半夜0時前後Ernesto在韋拉克魯斯州的近海，預測清晨至半夜將在韋拉克魯斯州登陸，同日清晨Ernesto於墨西哥韋拉克魯斯州二次登陸，下午Ernesto減弱為熱帶性低氣壓並持續西行，殘留雲系預計未來將進入東太平洋並再次增強。8月11日清晨殘留雲系進入東太平洋。

### 熱帶風暴佛羅倫斯 (Florence)
在2012年8月4日，國家颶風中心將再非洲西方海域的熱帶擾動90L升格為06L，隔天命名為Florence。8月6日，該系統進入強風切區域，環境也轉差，在種種因素下，該系統強度快速減弱為一個熱帶性低氣壓，不久國家颶風中心對該系統發出最後報告並指出該系統將以熱帶性低氣壓的強度持向西前進。

### 颶風戈登 (Gordon)
8月10日一個熱帶擾動從非洲西部移入大西洋，美國海軍實驗室給予臨時編號93L，國家颶風中心給予評價MEDIUM(中等)發展機率為30%，8月12日該擾動的發展並不順利，對流幾乎消耗殆盡但編號並未撤除，8月15日93L的對流重新爆發，國家颶風中心佳評價升高為HIGH(高)發展機率為60%，同日晚間在提高為90%並發布熱帶氣旋形成警報，8月17日上午國家颶風中心將該系統升格為熱帶性低氣壓並給予國際編號08L，同日下午在給予命名Gordon，並預測未來會發展成颶風(Hurricane)，並往歐洲西南方海面靠近，此後此系統一路東行，並逐漸增強至二級颶風。受到海水溫度逐漸降低的影響，8月19日開始08L的強度節節下降，同時轉向東北東移動。08L於8月20日減弱為一熱帶風暴後隨即轉化為一溫帶氣旋。

### 熱帶風暴海倫 (Helene)
8月7日一個熱帶擾動生成於非洲西方海面，美國海軍實驗室給予編號92L，8月9日深夜國家颶風中心將位於非洲西方海面的92L升格為熱帶性低氣壓並給予編號07L。8月10日至8月11日07L的發展並不順利，國家颶風中心於8月11日發出最後報告。8月17日該低壓進入墨西哥灣後重新增強為熱帶性低氣壓，不久在增強為熱帶風暴並命名Helene，8月19日清晨登陸墨西哥韋拉克魯斯州，並減弱為熱帶性低氣壓。

### 颶風艾薩克（Isaac）
在8月21日國家颶風中心將位於加勒比海東方的熱帶擾動93L升格為熱帶性低氣壓並給予編號09L。8月22日命名為Isaac。8月25日上午持續靠近海地，同日晚上登陸海地南方區強度稍微減弱不久出海，於8月26日清晨再次登陸於古巴關塔那摩省白天再出海，8月29日上午增強為一級颶風(cat.1)，並登陸美國路易斯安那州沿海，登陸後中心緩慢向西北移動，8月30日減弱為熱帶風暴，在同日稍晚，國家颶風中心對其發布最後警告，並於翌日減弱為一低壓區。

### 熱帶風暴喬伊斯 (Joyce)
8月20日一個熱帶擾動於8月20日非洲西方海域形成，美國海軍實驗室(NRL)給予編號96L，8月22日上午國家颶風中心發布熱帶氣旋形成警報(TCFA)，並於晚間升格為熱帶性低氣壓並給予國際編號10L。8月24日命名為Joyce不久系統中心被強風切切離，減弱為熱帶低壓並持續朝西北前進。

### 颶風柯克 (Kirk)
8月24日一個熱帶擾動從非洲西岸移出，美國海軍實驗室編號為97L，國家颶風中心依據將其發展機率評為40%(中等)，不久該系統所處的位置垂直風切增強，系統中心(LLCC)與對流雲系分離，國家颶風中心將評級降為10%(低的)，8月29日清晨對流爆發，國家颶風中心將其升格為熱帶性低氣壓並給予國際編號11L，早上將其升格為熱帶風暴並命名為Kirk，其後此系統持續向北移動，8月31日增強為二級颶風，9月1日隨著該系統持續向高緯度移動，海溫降低減弱為一級颶風，9月2日快速往東北移動不久併入鋒面，國家颶風中心發出最後報告。

### 颶風萊斯利 (Leslie)
8月29日一個熱帶擾動從非洲西部移入大西洋美國海軍實驗室給予臨時編號98L，8月30日國家颶風中心發布熱帶氣旋形成警報，晚上升格為熱帶性低氣壓並給予國際編號12L，8月31日命名為Leslie並且預測未來將增強為二級颶風，9月4日至9月6日系統結構改善緩慢增強至一級颶風，但陷入鞍型場導致移速緩慢。9月11日深夜登陸加拿大紐芬蘭-拉布拉多不久即轉化為溫帶氣旋。

### 颶風邁克爾 (Michael)
9月2日非洲西北方海面一個高空冷心低壓中心轉為暖性，美國海軍實驗室給予編號99L，9月3日對流一度消散但於深夜增強為熱帶性低氣壓，國家颶風中心給予國際編號13L，9月4日晚上命名為Michael，並且預測強度只能到達熱帶風暴下限(35節)，9月6日Michael出乎意料的增強至三級颶風(100節)，打破本年Gordon紀錄。9月7日強度開始緩慢減弱，但不久又稍微回升，9月11日隨著緯度提高，逐漸併入鋒面。

### 颶風纳丁 (Nadine)
9月8日一個熱帶擾動形成於非洲西方海面，起初該擾動出現兩個中心，導致發展緩慢。
9月11日結構開始好轉。
9月12日發展為熱帶風暴並命名為Nadine。
9月15日增強為一級颶風，並穩定的朝東移動。
9月30日強度增強至80kts。
10月4日消散，為北大西洋壽命第四長熱帶氣旋。

### 熱帶風暴帕蒂 (Patty)
一個熱帶擾動形成於波多黎各東北方海域，並朝向西方前進，美國海軍實驗室一度撤除編號(97L)，不久重新掛回編號，隔天國家颶風中心升格為熱帶性低氣壓16L，不久在升格為熱帶風暴並給予命名Patty，但過不久減弱為熱帶性低氣壓，並且底層中心(LLCC)嚴重裸露，強度進一步減弱。

### 颶風拉斐爾 (Rafael)
10月8日一個熱帶擾動形成於大西洋低緯地區，10月12日國家颶風中心發布熱帶氣旋形成警報，10月13日升格為一熱帶風暴，並命名為Rafael，同日登陸聖露西亞不久即出海並緩慢掠過波多黎各以東海域，10月16日增強為一颶風(75節)。

### 颶風桑迪 (Sandy)
10月20日一個熱帶擾動於加勒比海海域形成，10月22日國家颶風中心發布熱帶氣旋形成警報，稍晚升格為一熱帶風暴，並命名為Sandy。
隨後路徑朝北增強為一級颶風10月25日凌晨登陸牙買加，出海後再度增強為三級颶風(最大風速100kts)不久後再從古巴東南海岸登陸，出海後減弱為一級颶風，在10月26日凌晨穿過巴哈馬，10月27日凌晨減弱為熱帶風暴，28日再度增強為一級颶風，路徑往美國東海岸前進，29日在美國內陸轉化為一溫帶氣旋。

## 風暴名稱
下面的名字將被用於於2012年在北大西洋形成而又被命名的風暴。如果有退役名稱的話，將由世界氣象組織在2013年春天宣布。在這個名單中未退役的名字將在2018年的風季中再次使用。這是的2006年風季使用相同的名單。
| - Alberto - Beryl - Chris - Debby - Ernesto - Florence - Gordon | - Helene - Isaac - Joyce - Kirk - Leslie - Michael - Nadine | - Oscar - Patty - Rafael - Sandy - Tony - Valerie（未用） - William（未用） |

## 颶風季影響
以下圖表顯示了2012年大西洋颶風季的所有熱帶氣旋以及它們的登陸資料(如有)。在括號內的死亡人數屬於非直接，但仍與風暴有關的死亡。所有破壞及死亡數字都包括風暴在擾動及溫帶氣旋階段時的資料。
ACE的計算公式：{\displaystyle \sum _{}^{}{\frac {{v_{\mathrm {max} }}^{2}}{10^{4}}},}，單位為{\displaystyle 10^{4}kt^{2}}。
| 萨菲尔-辛普森飓风风力等级 |    |    |    |    |    |    |
| TD                        | TS | C1 | C2 | C3 | C4 | C5 |

| 风暴名称      | 持续日期           | 风暴最高强度 | 最大持续风速 | 最低气压 （百帕） | ACE     | 登陆                                   | 登陆     | 登陆     | 损失 （百万美元） | 死亡人数 |
| 风暴名称      | 持续日期           | 风暴最高强度 | 最大持续风速 | 最低气压 （百帕） | ACE     | 地点                                   | 时间     | 风速     | 损失 （百万美元） | 死亡人数 |
| ------------- | ------------------ | ------------ | ------------ | ----------------- | ------- | -------------------------------------- | -------- | -------- | ----------------- | -------- |
| 阿爾貝托      | 5月19日—5月22日    | 热带风暴     | 85 km/h      | 992               | 1.87    | 没有登陆                               | 没有登陆 | 没有登陆 | 0                 | 0        |
| 貝里爾        | 5月26日—5月30日    | 热带风暴     | 110 km/h     | 992               | 2.49    | 美國佛羅里達州杜瓦爾縣傑克遜維爾海灘   | 5月28日  | 100 km/h | 0.148             | 1        |
| 克里斯        | 6月20日—5月23日    | 一级飓风     | 120 km/h     | 987               | 4.085   | 没有登陆                               | 没有登陆 | 没有登陆 | 0                 | 0        |
| 黛比          | 6月20日—5月23日    | 热带风暴     | 95 km/h      | 990               | 2.7575  | 美國佛羅里達州泰勒縣斯坦哈奇           | 6月26日  | 65 km/h  | 308.7             | 7(2)     |
| 埃内斯托      | 8月2日–8月10日     | 二级飓风     | 155 km/h     | 973               | 8.4975  | 墨西哥金塔納羅奧州奧托P.布蘭科班科克羅 | 8月8日   | 150 km/h | 252.2             | 7(5)     |
| 埃内斯托      | 8月2日–8月10日     | 二级飓风     | 155 km/h     | 973               | 8.4975  | 墨西哥金塔納羅奧州奧托P.布蘭科切圖馬爾 | 8月8日   | 155 km/h | 252.2             | 7(5)     |
| 埃内斯托      | 8月2日–8月10日     | 二级飓风     | 155 km/h     | 973               | 8.4975  | 墨西哥韋拉克魯斯州帕哈潘               | 8月9日   | 100 km/h | 252.2             | 7(5)     |
| 佛羅倫薩      | 8月4日—8月6日      | 热带风暴     | 95 km/h      | 1002              | 1.5125  | 没有登陆                               | 没有登陆 | 没有登陆 | 0                 | 0        |
| 戈登          | 8月16日—8月21日    | 二级飓风     | 175 km/h     | 965               | 8.645   | 葡萄牙亞速爾群島聖瑪麗亞島             | 8月20日  | 120 km/h | 微少              | 0        |
| 海倫          | 8月9日—8月18日     | 热带风暴     | 75 km/h      | 1004              | 0.2825  | 墨西哥塔毛利帕斯州坦皮科               | 8月18日  | 55 km/h  | >17               | 2        |
| 艾萨克        | 8月21日—8月31日    | 一级飓风     | 130 km/h     | 968               | 10.355  | 海地東南省雅克梅勒                     | 8月25日  | 100 km/h | 2300              | 42(3)    |
| 艾萨克        | 8月21日—8月31日    | 一级飓风     | 130 km/h     | 968               | 10.355  | 古巴關塔那摩省伊米亞斯                 | 8月25日  | 95 km/h  | 2300              | 42(3)    |
| 艾萨克        | 8月21日—8月31日    | 一级飓风     | 130 km/h     | 968               | 10.355  | 美國路易斯安那州普拉克明堂區           | 8月29日  | 130 km/h | 2300              | 42(3)    |
| 艾萨克        | 8月21日—8月31日    | 一级飓风     | 130 km/h     | 968               | 10.355  | 美國路易斯安那州拉福什堂區弗俄川港     | 8月29日  | 130 km/h | 2300              | 42(3)    |
| 喬伊斯        | 8月22日—8月24日    | 热带风暴     | 65 km/h      | 1006              | 0.245   | 没有登陆                               | 没有登陆 | 没有登陆 | 0                 | 0        |
| 柯克          | 8月29日—9月2日     | 二级飓风     | 165 km/h     | 970               | 7.7425  | 没有登陆                               | 没有登陆 | 没有登陆 | 0                 | 0        |
| 萊斯利        | 8月30日—9月11日    | 一级飓风     | 120 km/h     | 968               | 16.2825 | 没有登陆                               | 没有登陆 | 没有登陆 | 微少              | 0        |
| 邁克爾        | 9月3日—9月11日     | 三级飓风     | 185 km/h     | 964               | 16.6975 | 没有登陆                               | 没有登陆 | 没有登陆 | 0                 | 0        |
| 納丁          | 9月11日—10月4日    | 一级飓风     | 150 km/h     | 978               | 26.34   | 没有登陆                               | 没有登陆 | 没有登陆 | 0                 | 0        |
| 奧斯卡        | 10月3日—10月5日    | 热带风暴     | 85 km/h      | 997               | 1.455   | 没有登陆                               | 没有登陆 | 没有登陆 | 0                 | 0        |
| 帕蒂          | 10月11日—10月13日  | 热带风暴     | 75 km/h      | 1005              | 1.0925  | 没有登陆                               | 没有登陆 | 没有登陆 | 0                 | 0        |
| 拉斐爾        | 10月13日—10月17日  | 一级飓风     | 150 km/h     | 969               | 7.4     | 没有登陆                               | 没有登陆 | 没有登陆 | >2                | 1        |
| 桑迪          | 10月22日—10月31日  | 三级飓风     | 185 km/h     | 940               | 13.6675 | 牙買加薩里郡聖托馬斯區布爾貝           | 10月24日 | 140 km/h | >65600            | 253      |
| 桑迪          | 10月22日—10月31日  | 三级飓风     | 185 km/h     | 940               | 13.6675 | 古巴聖地亞哥省聖地亞哥-德古巴          | 10月25日 | 185 km/h | >65600            | 253      |
| 桑迪          | 10月22日—10月31日  | 三级飓风     | 185 km/h     | 940               | 13.6675 | 美國新澤西州大西洋縣布里根泰恩         | 10月29日 | 130 km/h | >65600            | 253      |
| 托尼          | 10月22日—10月25日  | 热带风暴     | 85 km/h      | 1000              | 1.215   | 没有登陆                               | 没有登陆 | 没有登陆 | 0                 | 0        |
| 季节总结      |                    |              |              |                   |         |                                        |          |          |                   |          |
| 19個 熱帶氣旋 | 5月19日 – 10月31日 |              | 185 km/h     | 940               | 132.63  | 14次登陆                               | 14次登陆 | 14次登陆 | 68480             | 316(12)  |

## 內部連結
- 2012年太平洋颱風季
- 2012年太平洋颶風季
- 2012年北印度洋氣旋季
- 2011－2012年西南印度洋熱帶氣旋季
- 2011－2012年澳洲地區熱帶氣旋季
- 2011－2012年南太平洋熱帶氣旋季
- 2012－2013年西南印度洋熱帶氣旋季
- 2012－2013年澳洲地區熱帶氣旋季
- 2012－2013年南太平洋熱帶氣旋季

## 外部連結
- 美國國家颶風中心（页面存档备份，存于）
- 美國海軍實驗室（页面存档备份，存于）
- ACE（页面存档备份，存于）

| A | B | C | D | E | F | G | H | I | J |
|   |   |   |   |   |   |   |   |   |   |
| K | L | M | N | O | P | R | S | T |   |

| 萨菲尔-辛普森飓风风力等级 |    |    |    |    |    |    |
| TD                        | TS | C1 | C2 | C3 | C4 | C5 |